# Lisianthius axillaris
Lisianthius axillaris är en gentianaväxtart som först beskrevs av William Botting Hemsley, och fick sitt nu gällande namn av Carl Ernst Otto Kuntze. Lisianthius axillaris ingår i släktet Lisianthius och familjen gentianaväxter. Inga underarter finns listade i Catalogue of Life.